# Lokalbahn Rhein – Ettenheimmünster
Lokalbahn Rhein – Ettenheimmünster – zespół dwóch rozebranych, jednotorowych, linii kolejowych w Badenii-Wirtembergii (Niemcy, Badenia) o rozstawie szyn 1000 (wąskotorowa) i 1435 (normalnotorowa) mm.

## Historia

### Rozwój
Linia składała się z dwóch odcinków, odchodzących od magistrali z Karlsruhe do Bazylei, na jej kilometrze 171,8:
- odcinek zachodni, Rhein – Orschweier (15,9 km, rozstaw szyn 1000 mm),
- odcinek wschodni, Orschweier – Ettenheimmünster (7,73 km, 1000 mm, potem 1435 mm)[2].

Oba odcinki otwarto równocześnie 22 grudnia 1893 (łącznie liczyły 15,9 km). 17 września 1922 odcinek Orschweier – Ettenheim przekuto na rozstaw normalny. Następnie na rozstaw ten przekuto odcinki: Ettenheim – Münchweier (21 stycznia 1923) i Münchweier – Ettenheimmünster (11 grudnia 1927). Prowadzono tu ruch pasażerski.

### Likwidacja
Na części wąskotorowej ruch ze stacji Rhein (nabrzeże Renu) do Kappel zlikwidowano już 29 sierpnia 1914. Pozostałą część (Kappel – Orschweier) zamknięto 24 października 1920. Ruch pasażerski zawieszono na odcinku normalnotorowym 3 czerwca 1956. Ruch towarowy zlikwidowano na nim w dwóch etapach: na odcinku Ettenheim – Ettenheimmünster 1 maja 1958, a na odcinku Orschweier – Ettenheim 31 sierpnia 1966 (ostatni pociąg miał charakter przejazdu pożegnalnego, ze specjalnym przystrojeniem taboru).
Wagon nr 9, służący m.in. na tej kolei, znajduje się w kolekcji Deutscher Eisenbahn-Verein w Bruchhausen-Vilsen. W 1992, w Ettenheim, historię kolei upamiętniono wystawą okolicznościową.